# 滨河圣佩德罗
滨河圣佩德罗（西班牙語：San Pedro del Arroyo）是西班牙卡斯蒂利亚-莱昂阿维拉省的一个市镇。总面积19平方公里，总人口483人（2001年），人口密度25人/平方公里。